# Gustaf Sparre (justitiestatsminister)
Gustaf Adolf Vive Sparre af Söfdeborg, född den 4 september 1802 på Trolleholm vid Torrlösa i Skåne, död den 26 april 1886 i Stockholm, var en svensk greve, Serafimerriddare, kommendör av Nordstjärneorden, En af rikets herrar, ämbetsman och politiker; han var justitiestatsminister 1848–1856. 

## Biografi
Sparre studerade vid Uppsala universitet och tog hovrättsexamen 1821 och fick därefter tjänst vid Kanslistyrelsen. Han företrädde adelsståndet i riksdagarna från 1828 och till representationsreformen 1866. Han valdes in i första kammaren för Kopparbergs län 1866 och kvarblev som riksdagsman till 1875. I riksdagen var han ordförande i lagutskottet 1840–1841, lantmarskalk 1847–1848 och 1859–1860 samt ledamot i unionskommittén 1865–1867.
Sparre utnämndes 1830 till häradshövding. Året därpå blev han ledamot av Svea hovrätt och befordrades 1835 till assessor. Han blev kammarherre hos kronprins Oscar 1838, justitieråd 1840 och president i Kammarkollegium 1847. Han var ledamot i lagberedningen 1841–1842 och i nya lagberedningen 1845–1847.
Kung Oscar I hade stort förtroende för Sparre och utnämnde honom till justitiestatsminister 1848, troligen i syfte att tona ner de kritiserade konservativa strömningarna i tidigare ministärer. Sparre var en man som blev känd för att sakna en markerad politisk ståndpunkt, men var dock alltjämt konservativ. Mot bakgrund av de revolutionära strömningarna som var starka 1848 presenterade Sparres regering ett halvliberalt representationsförslag samma år. När revolutionen ebbat ut tog regeringen tillbaka förslaget och istället följde en reaktionär politik där Sparre bland annat föreslog vid 1853–54 års riksdag att tryckfrihetsförordningen skulle exkluderas från Sveriges grundlagar. Under riksdagen 1853–1854 blev han, liksom sina sju regeringskollegor, ställd inför riksrätt på grund av bristande tillmötesgående mot bondeståndet i fråga om förenkling av grundskatten. Han frikändes dock i detta som blev sista riksrättsåtalet i svensk historia.
Sparre avgick som justitiestatsminister 1856 och var från samma år och till 1867 president i Svea hovrätt. Åren 1857–1865 var han ordförande i riksgäldsfullmäktige och 1864–1886 riksmarskalk. Han var tillförordnad universitetskansler vid Lunds universitet från 1857 och ordinarie universitetskansler vid Lunds och Uppsala universitet 1859–1871. Han var också ledamot av Vitterhetsakademien (1848), Vetenskapssocieteten i Uppsala (1848), Vetenskapsakademien (1855), Fysiografiska sällskapet i Lund (1860) och hedersledamot av Lantbruksakademien (1853). Han var juris hedersdoktor vid Lunds universitet (1868) och filosofie hedersdoktor vid Köpenhamns universitet (1879). År 1848 utnämndes han till En av rikets herrar och han var från 1858 ordförande i Serafimerordensgillet. Han var även kommendör av Nordstjärneorden. Sparre är begravd på Norra begravningsplatsen utanför Stockholm.

## Familj
Han var son till majoren greve Gustaf Adolf Sparre och grevinnan Ebba Charlotta Bonde samt sonson till generallöjtnanten Johan Sparre och dotterson till riksrådet Carl Bonde. Han var gift med kusinen Sofia Bonde af Björnö från 1830 och far till döttrarna Ebba Ulrica, mor till Sigrid Leijonhufvud, och Sophie Gustafva, gift med hans brorson Gustaf Sparre.

## Utmärkelser

### Svenska utmärkelser
- Riddare och kommendör av Kungl. Maj:ts Orden (Serafimerorden), 26 juni 1850.[3]
- Kommendör med stora korset av Nordstjärneorden, 27 november 1848.[3]
- Kommendör av Nordstjärneorden, 10 april 1848.[3]
- Riddare av Nordstjärneorden, 22 november 1841.[3]

### Utländska utmärkelser
- Riddare av Badiska Fidelitas ordern, 1882.[3]
- Riddare av Danska Elefantorden, 28 juli 1869.[3]
- Storkorset av Norska Sankt Olavs orden, 21 september 1852.[3]
- Kommendör av första klassen av Österrikiska Sankt Stefansorden, 1885.[3]